# Pierre Rabischong
Pierre Rabischong (* 1. März 1932 in Nancy, Département Meurthe-et-Moselle; † 18. Januar 2025 in Montpellier, Département Hérault) war ein Neuroanatom, Spezialist für Neuroprothetik und Professor für Medizin der Universität Montpellier sowie Vizepräsident der World Academy of Biomedical Technologies der UNESCO (WABT).

## Werdegang
Er war Präsident der International Society for Computer Aided Surgery, von 1971 bis 1995 Direktor des INSERM (Institut national de la santé et de la recherche médicale), 1978 bis 1981 Dekan der medizinischen Fakultät der Universität von Montpellier, Gründungsmitglied des Propara-Zentrums in Montpellier und der Afri (Association Française de Robotique Industrielle), der ESEM (European Society for Engineering and Medicine), der ISCAS (International Society for Computer Aided Surgery) und außerdem Mitglied diverser Expertenkommissionen der Europäischen Union.
Bekannt wurde er als Koordinator des Projekts Lève-toi et marche (SUAW), in dem der Versuch unternommen wird, Paraplegikern durch künstliche Muskelsteuerung und -stimulation zu helfen. Rabischong arbeitete auch mit dem ersten Probanden des Projekts, Marc Merger, der im März 2000 seine ersten computergesteuerten Schritte machen konnte. Rabischong und sein Team hatten ihm am 28. September 1999 in einer zehnstündigen Operation ein Implantat unter die Bauchdecke gepflanzt, mit dessen Hilfe einigen seiner Beinmuskeln computergesteuerte Impulse vermittelt werden sollten. Wegen technischer Probleme musste diese Operation im Winter wiederholt werden; der zweite Versuch verlief erfolgreich. Wenig später wurde ein weiterer Patient mit dem Implantat versorgt.
Rabischongs Technik bietet sich allerdings nur für Patienten mit einer relativ tiefen Läsion des Rückenmarks, gutem Allgemeinzustand und noch trainierbarer Beinmuskulatur an. Sie macht auch nicht den Rollstuhl verzichtbar, da keine normale Gehfähigkeit erreicht wird, kann jedoch das allgemeine Befinden verbessern.
Pierre Rabischong starb am 18. Januar 2025 in Montpellier im Alter von 92 Jahren.

## Publikationen
- D. Guiraud, A. Pacetti, E. Meola, J. L. Divoux, Pierre Rabischong, One year implanted patients follow up: Suaw project first results, IFESS'01: 6th Annual Conference of the International Functional Electrical Stimulation Society, 01/01/2001, S. 55–57
- Honiger S. D’Attanasio, J. P. Micallef, E. Peruchon, D. Guiraud, Pierre Rabischong, A robust, economic and ergonomic sensor device for gate phase detection for an implanted FES system, IFESS'01: 6th Annual Conference of the International Functional Electrical Stimulation Society, 2001, S. 285–287
- Pierre Rabischong u. a., Modelling of the human paralysed lower limb under FES, ICRA 2003: 2218-2223
- Pierre Rabischong u. a., A new active microendoscope for exploring the sub-arachnoid space in the spinal cord, ICRA 2003: 2657-2662
- Pierre Rabischong u. a., Le Programme Homme, 2003, ISBN 2-13-052233-5
- D. Guiraud, J. L. Divoux, Pierre Rabischong, Identification of a First Order Model of Implanted Electrodes on the First SUAW Patient, IFESS'02: 7th Annual Conference of the International Functional Electrical Stimulation Society, 2002, S. 214–216